# Корницький Євген Петрович
Корницький Євген Петрович (7 жовтня 1938, Ценів — 23 жовтня 2012, Тернопіль) — композитор, хоровий диригент, народний артист України.

## Життєпис
Народився 7 жовтня 1938 року в селі Ценів, нині Тернопільської області. Закінчив Рівненський інститут культури.

## Кар'єра
Має звання «Народний артист України». Від 1970 — диригент і хормейстер Тернопільського українського драматичного театру ім. Т. Шевченка. Водночас диригент і аранжувальник естрадно-духового колективу «Оркестра волі» у Тернопільському театрі.Постановник щорічних концертів у Тернополі й Тернопільській області. В 1990 році став директором театру. В 1992 році почав працювати директором Тернопільської обласної школи-мистецтв.

## Музична творчість
Автор музики до вистав:
- «Безталанна» (1971)
- «Наймичка» (1974)
- «Мартин Боруля» (1983, 2003)

## Смерть
23 жовтня 2012 року перестало битися серце народного артиста України Євгена Корницького.